# 陰汝登
陰汝登（？—？），字民獻，四川成都府內江縣人，明朝政治人物。

## 生平
正德八年（1513年）癸酉科四川鄉試第三十七名舉人，曾任岳州府澧州安鄉縣儒學教諭，嘉靖元年（1522年）主考河南鄉試。升國子監學正，嘉靖八年（1529年）九月升陝西道監察御史，十六年（1537年）巡按雲南。